# چارلز فیتز کلارنس
چارلز فیتز کلارنس (انگلیسی: Charles FitzClarence؛ ۸ مه ۱۸۶۵ – ۱۲ نوامبر ۱۹۱۴) فرد نظامی اهل جمهوری ایرلند بود. وی همچنین برندهٔ جوایزی همچون صلیب ویکتوریا شده‌است.